# 下瓦利
下瓦利（義大利語：Vagli Sotto）是意大利卢卡省的一个市镇。总面积40平方公里，人口1015人，人口密度25.4人/平方公里（2009年）。ISTAT代码为046031。